# Saga Becker
Saga Becker est une actrice suédoise née en 1988.

## Biographie
Elle remporte le Guldbagge Award de la meilleure actrice pour le film Something Must Break.

## Filmographie
- 2014 : Something Must Break (Nånting måste gå sönder) d'Ester Martin Bergsmark - Se:bastian / Ellie

## Récompenses et distinctions
- Meilleure actrice aux Guldbagge Awards de 2014 pour son rôle dans Something Must Break